# Chițcanii Vechi
Chițcanii Vechi est une commune du district de Telenești, en Moldavie. Elle est composée de deux villages, Chițcanii Noi et Chițcanii Vechi. La commune compte 2 222 habitants en 2014.

## Personnes notables
- Andrei Găină (en)